# Hechtschleimfische
Die Hechtschleimfische (Chaenopsidae) bewohnen mit 14 Gattungen und 91 Arten die tropischen Küstenregionen Nord-, Mittel- und Südamerikas. Kleine Arten, die in leeren Röhren von Röhrenwürmern leben, werden auch Röhren-Schleimfische genannt. 
Die größte Art Hemiemblemaria simula n der Karibik und kann bis zu 10 Zentimeter groß werden, die meisten sind aber kleiner.
In der Karibik leben Arten der Gattung Emblemariopsis in Symbiose mit Steinkorallen.

## Merkmale
Hechtschleimfische haben einen langgestreckten, oft aalartigen Körper, keine Schuppen und kein Seitenlinienorgan. Bei der durchgehenden Rückenflosse ist der vordere Teil oft viel höher. Er ist wichtig bei der Balz und beim Drohen. Auf dem Kopf haben sie meist Stacheln und Tentakel. Die Schwanzflosse kann separat sein oder mit Rücken- und Afterflosse verbunden.
Flossenformel: Dorsale VII–XXVIII/10–38, Anale II/19–38, Pectorale 12–15

## Gattungen und Arten
- Acanthemblemaria Metzelaar, 1919Acanthemblemaria aspera

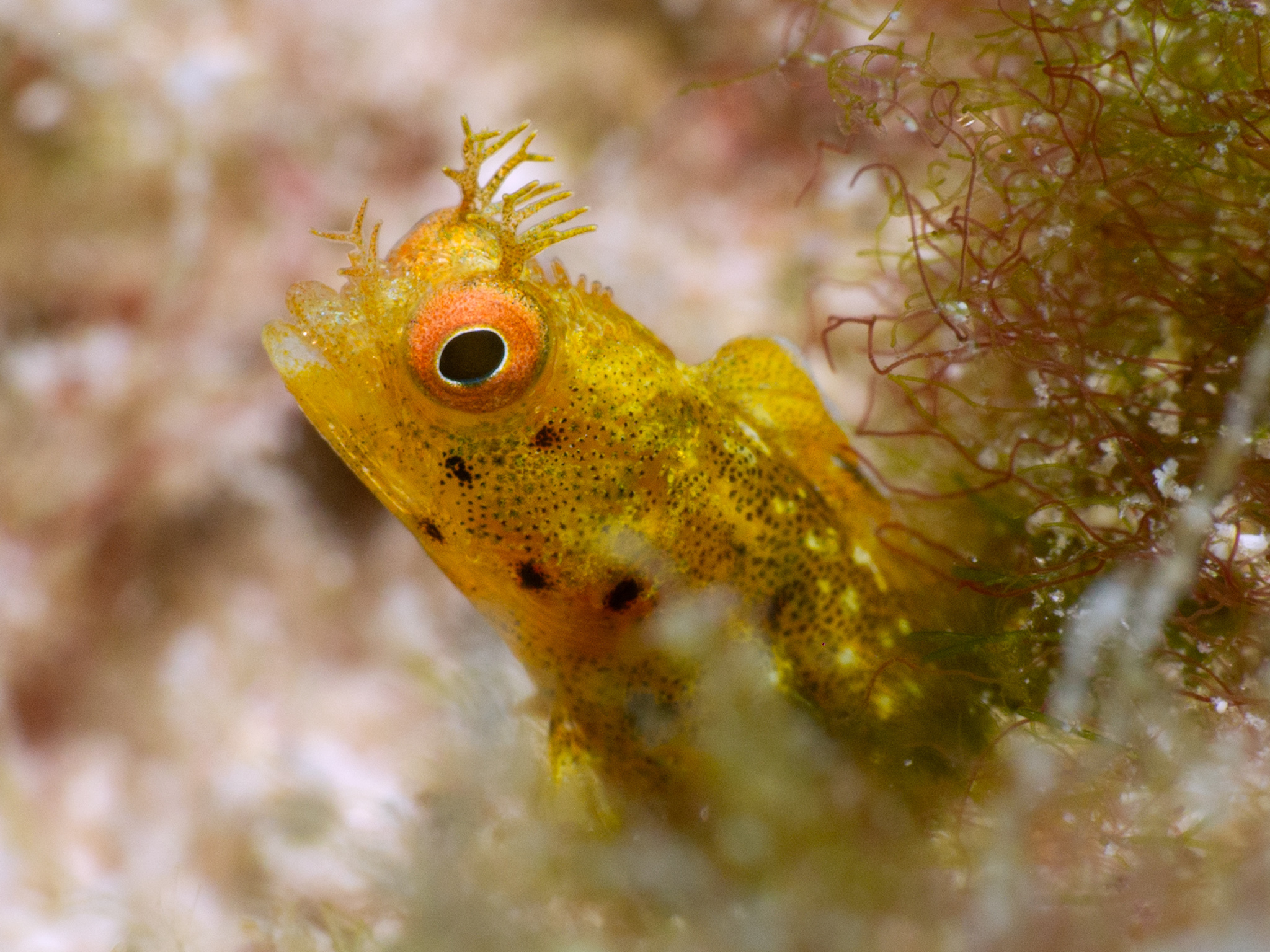
Acanthemblemaria aspera

  - Acanthemblemaria aspera (Longley, 1927)
  - Acanthemblemaria atrata Hastings & D. R. Robertson, 1999
  - Acanthemblemaria balanorum Brock, 1940
  - Acanthemblemaria betinensis Smith-Vaniz & Palacio, 1974
  - Acanthemblemaria castroi J. S. Stephens & Hobson, 1966
  - Acanthemblemaria chaplini J. E. Böhlke, 1957
  - Acanthemblemaria crockeri Beebe & Tee-Van, 1938
  - Acanthemblemaria exilispinus J. S. Stephens, 1963
  - Acanthemblemaria greenfieldi Smith-Vaniz & Palacio, 1974
  - Acanthemblemaria hancocki G. S. Myers & Reid, 1936
  - Acanthemblemaria harpeza J. T. Williams, 2002
  - Acanthemblemaria hastingsi Lin & Galland, 2010
  - Acanthemblemaria johnsoni Almany & C. C. Baldwin, 1996
  - Acanthemblemaria macrospilus Brock, 1940
  - Acanthemblemaria mangognatha Hastings & D. R. Robertson, 1999
  - Acanthemblemaria maria J. E. Böhlke, 1961
  - Acanthemblemaria medusa Smith-Vaniz & Palacio, 1974
  - Acanthemblemaria paula G. D. Johnson & Brothers, 1989
  - Acanthemblemaria rivasi J. S. Stephens, 1970
  - Acanthemblemaria spinosa Metzelaar, 1919
  - Acanthemblemaria stephensi Rosenblatt & McCosker, 1988
- Chaenopsis Gill, 1865Chaenopsis limbaughi
  - Chaenopsis coheni Böhlke, 1957

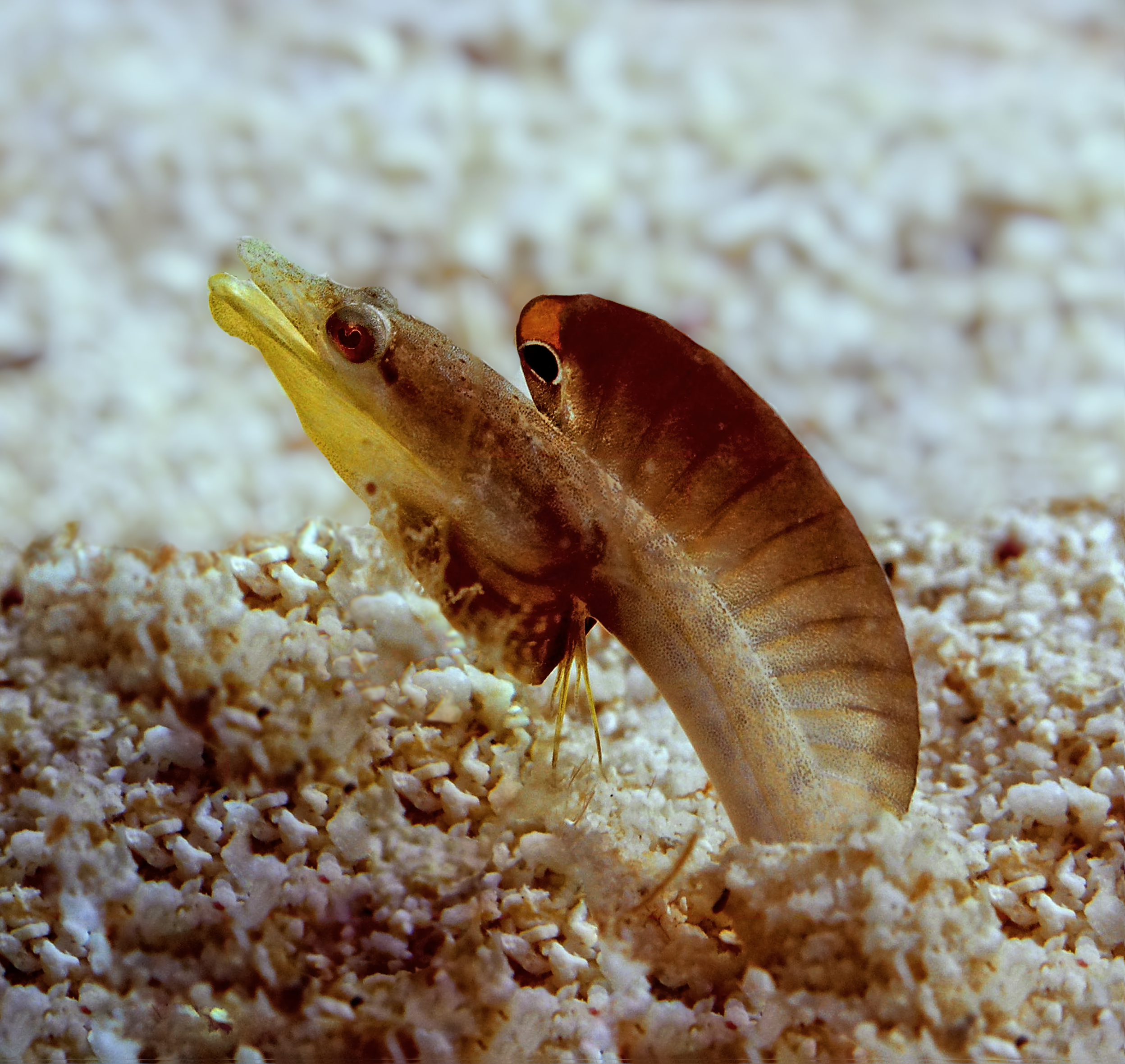
Chaenopsis limbaughi

  - Chaenopsis deltarrhis Böhlke, 1957
  - Chaenopsis limbaughi Robins & Randall, 1965
  - Chaenopsis megalops Smith-Vaniz, 2000
  - Chaenopsis ocellata Poey, 1865
  - Chaenopsis resh Robins & Randall, 1965
  - Chaenopsis roseola Hastings & Shipp, 1981
  - Chaenopsis schmitti Böhlke, 1957
  - Chaenopsis stephensi Robins & Randall, 1965
  - Chaenopsis alepidota (Gilbert, 1890)
- Cirriemblemaria Hastings, 1997
  - Cirriemblemaria lucasana (Stephens, 1963)
- Coralliozetus Evermann & Marsh, 1899Coralliozetus cardonae

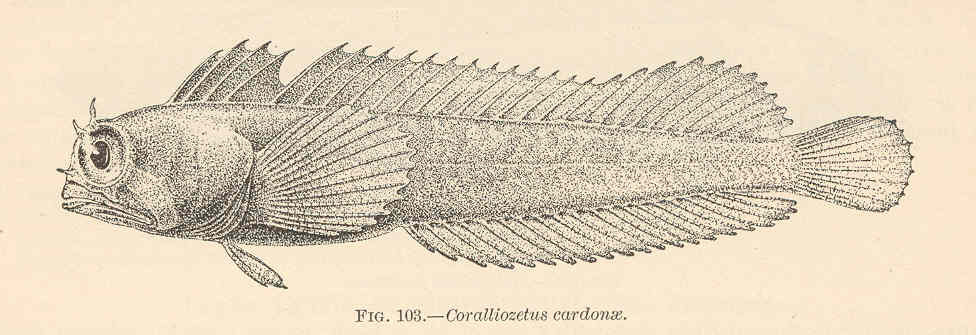
Coralliozetus cardonae

  - Coralliozetus angelicus (Böhlke & Mead, 1957)
  - Coralliozetus boehlkei Stephens, 1963
  - Coralliozetus cardonae Evermann & Marsh, 1899
  - Coralliozetus micropes (Beebe & Tee-Van, 1938)
  - Coralliozetus rosenblatti Stephens, 1963
  - Coralliozetus springeri Stephens & Johnson, 1966
- Ekemblemaria Stephens, 1963Emblemaria pandionis
  - Ekemblemaria liraHastings, 1992

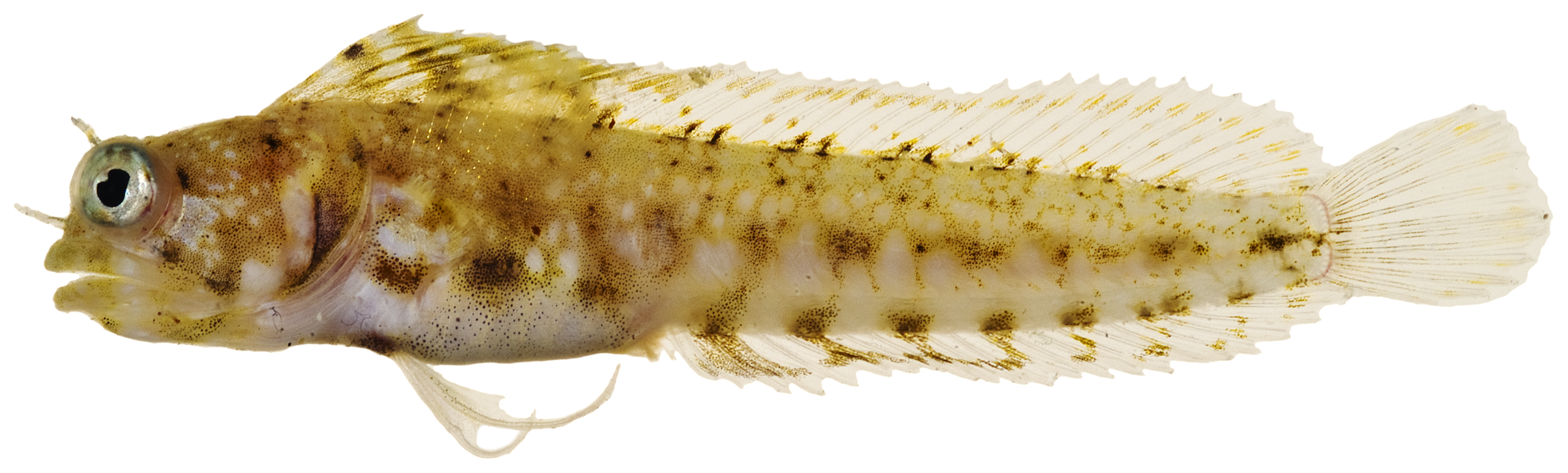
Emblemaria pandionis

  - Ekemblemaria myersi Stephens, 1963
  - Ekemblemaria nigra (Meek & Hildebrand, 1928)
- Emblemaria Jordan & Gilbert, 1883Emblemaria atlanticus

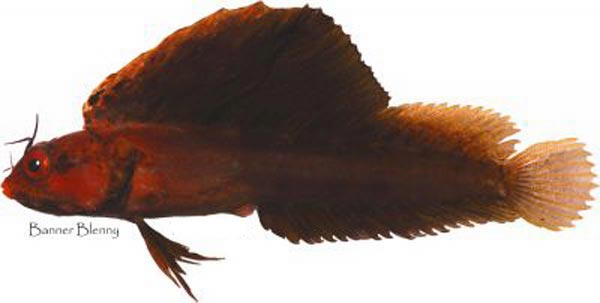
Emblemaria atlanticus

  - Emblemaria atlantica Jordan & Evermann, 1898
  - Emblemaria australis Ramos, Rocha & Rocha, 2003
  - Emblemaria biocellata Stephens, 1970
  - Emblemaria caldwelli Stephens, 1970
  - Emblemaria caycedoi Acero P., 1984
  - Emblemaria culmenis Stephens, 1970
  - Emblemaria diphyodontis Stephens & Cervigón, 1970
  - Emblemaria hudsoni Evermann & Radcliffe, 1917
  - Emblemaria hyltoni Johnson & Greenfield, 1976
  - Emblemaria hypacanthus (Jenkins & Evermann, 1889)
  - Emblemaria nivipes Jordan & Gilbert, 1883
  - Emblemaria pandionis Evermann & Marsh, 1900
  - Emblemaria piratica Ginsburg, 1942
  - Emblemaria piratula Ginsburg & Reid, 1942
  - Emblemaria vitta Williams, 2002
  - Emblemaria walkeri Stephens, 1963
- Emblemariopsis Longley, 1927Emblemariopsis cf. signifer

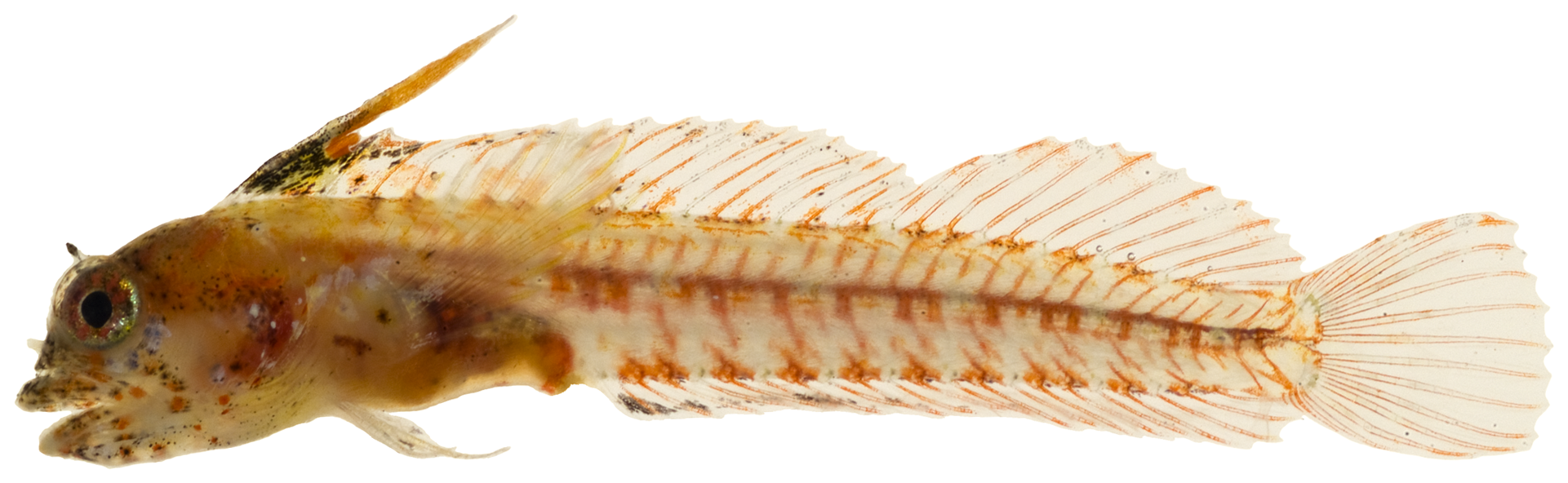
Emblemariopsis cf. signifer

  - Emblemariopsis arawak Victor, 2010
  - Emblemariopsis bahamensis Stephens, 1961
  - Emblemariopsis bottomei Stephens, 1961
  - Emblemariopsis carib Victor, 2010
  - Emblemariopsis dianae Tyler & Hastings, 2004
  - Emblemariopsis diaphana Longley, 1927
  - Emblemariopsis leptocirris Stephens, 1970
  - Emblemariopsis occidentalis Stephens, 1970
  - Emblemariopsis pricei Greenfield, 1975
  - Emblemariopsis ramirezi (Cervigón, 1999)
  - Emblemariopsis randalli Cervigón, 1965
  - Emblemariopsis ruetzleri Tyler & Tyler, 1997
  - Emblemariopsis signifer (Ginsburg, 1942)
  - Emblemariopsis tayrona (Acero P., 1987)
- Hemiemblemaria Longley & Hildebrand, 1940
  - Hemiemblemaria simulus Longley & Hildebrand, 1940
- Lucayablennius Böhlke, 1958Lucayablennius zingaro

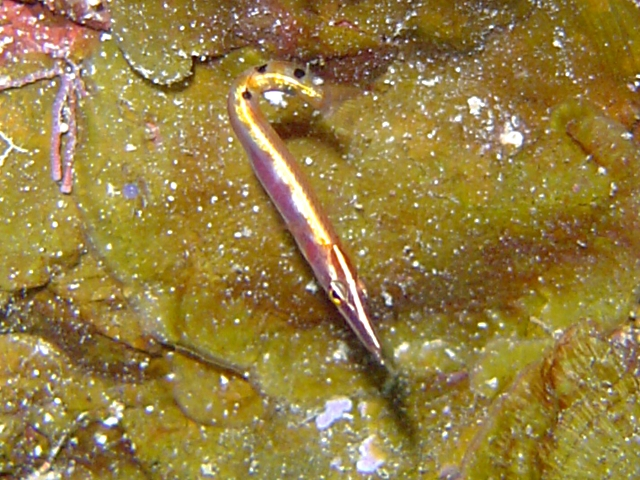
Lucayablennius zingaro

  - Lucayablennius zingaro (Böhlke, 1957)
- Mccoskerichthys Rosenblatt & Stephens, 1978
  - Mccoskerichthys sandae Rosenblatt & Stephens, 1978
- Neoclinus Girard, 1858Neoclinus blanchardi

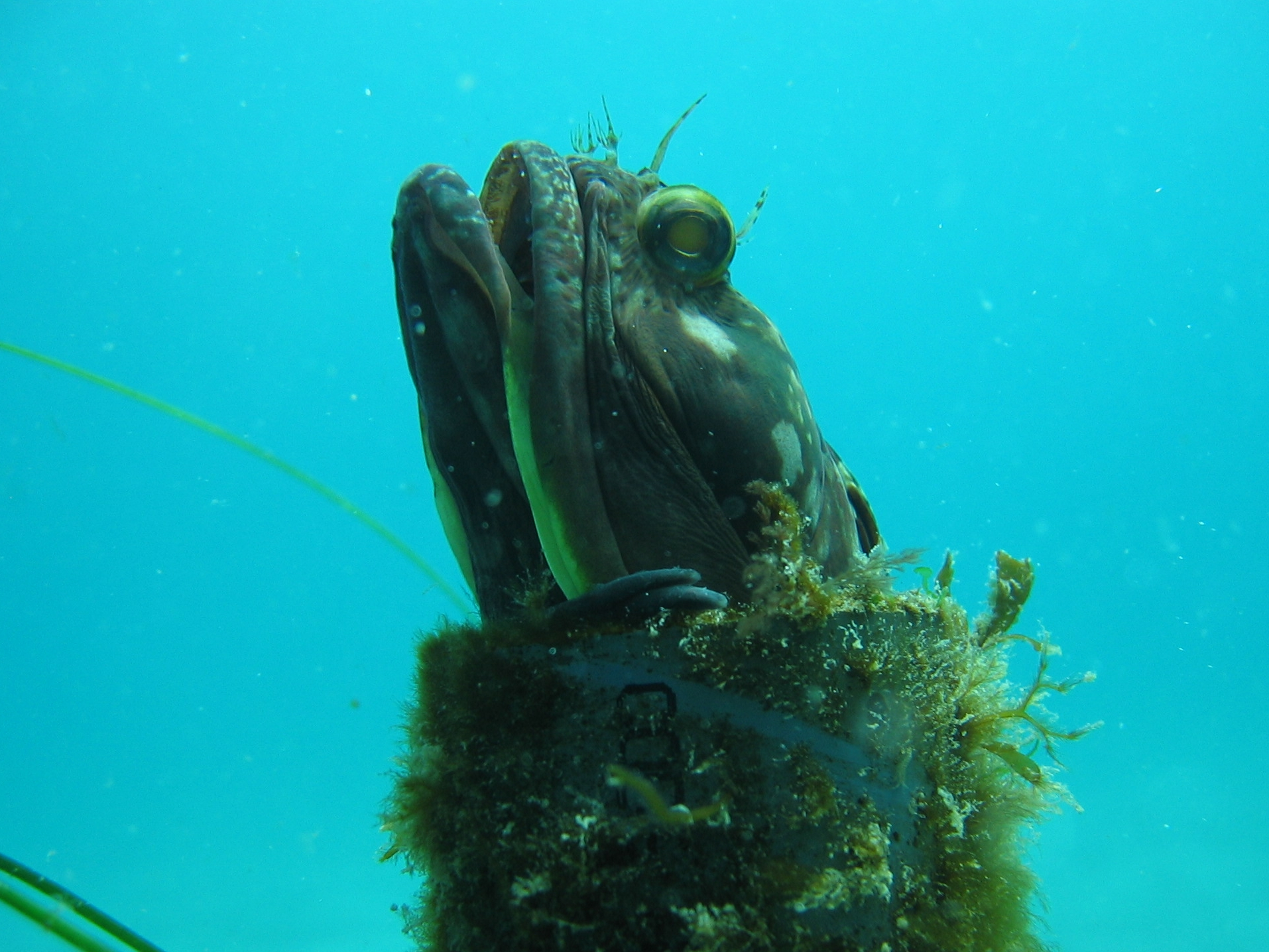
Neoclinus blanchardi

  - Neoclinus blanchardi Girard, 1858
  - Neoclinus bryope (Jordan & Snyder, 1902)
  - Neoclinus chihiroe Fukao, 1987
  - Neoclinus lacunicola Fukao, 1980
  - Neoclinus nudus Stephens & Springer, 1971
  - Neoclinus okazakii Fukao, 1987
  - Neoclinus stephensae Hubbs, 1953
  - Neoclinus toshimaensis Fukao, 1980
  - Neoclinus uninotatus Hubbs, 1953
  - Neoclinus monogrammus Murase, Aizawa & Sunobe, 2010
  - Neoclinus nudiceps Murase, Aizawa & Sunobe, 2010
- Protemblemaria Stephens, 1963
  - Protemblemaria bicirrus (Hildebrand, 1946)
  - Protemblemaria perla Hastings, 2001
  - Protemblemaria punctata Cervigón, 1966
- Tanyemblemaria Hastings, 1992
  - Tanyemblemaria alleni Hastings, 1992

Die Hechtschleimfische sind nur ohne die Gattungen Mccoskerichthys, Neoclinus und Stathmonotus monophyletisch. Letztere wurde inzwischen in die Familie der Beschuppten Schleimfische (Labrisomidae) verschoben, Mccoskerichthys und Neoclinus bilden zusammen die Tribus Neoclinini, wurden bisher aber nicht einer anderen Familie zugeordnet.